# Zenonina vestita
Zenonina vestita là một loài nhện trong họ Lycosidae.
Loài này thuộc chi Zenonina. Zenonina vestita được Eugène Simon miêu tả năm 1898.